# 青山二丁目劇場
青山二丁目劇場（あおやまにちょうめげきじょう）は、文化放送で2006年1月4日にスタートしたラジオドラマ番組。司会進行役は青二プロダクション所属の声優の古川登志夫（2014年8月4日より藤田淑子から交代）。

## 概要
当初は、リスナーから寄せられたはがきや手紙の体験談を参考に、ラジオドラマ用に脚色を加えて再現ドラマで放送されていた。しかし、「文化放送ライオンズナイター」のスタートのため、放送枠を2006年4月3日より月曜20:30へ移動してからは、毎月ごとに日本の名文学作品や海外の名文学作品のラジオドラマ、オリジナル作品をメインに放送している。
月曜日に「ライオンズナイター」などの野球中継が組み込まれる日は、雨天中止でも放送されず、休演となりネット局は裏送りとなる。ただし、その週の平日の別曜日に「文化放送ライオンズナイター」が放送されない週がある場合、振り替えられて放送される場合もある。
前述の通り支配人は初代は藤田淑子、2014年8月4日からは2代目の古川登志夫に交代したが、提供クレジットは藤田の音声が引き続き使用されている。
2023年3月27日の放送より文化放送での放送時間は毎週月曜日21:00-21:30へ変更になった。
提供は大阪芸術大学。主題歌は「oldies but goodies」。

## ネット局
それぞれ放送時間の早い順から記載。

### 現在
| 放送対象地域 | 放送局          | 放送時間               | 放送期間                                                    | 備考 |
| ------------ | --------------- | ---------------------- | ----------------------------------------------------------- | --- |
| 関東広域圏   | 文化放送（QR）  | 毎週月曜 21:00 - 21:30 | 2006年1月4日 -                                              | 制作局 2023年3月20日までは毎週月曜 20:30-21:00                                                                           |
| 栃木県       | 栃木放送（CRT） | 毎週水曜 22:30 - 23:00 | 2015年9月30日 -                                             | 制作局より2日遅れ |
| 宮城県       | 東北放送（TBC） | 毎週木曜 21:00 - 21:30 | 2022年10月6日 - 2023年3月30日 2023年10月5日 - 2024年3月28日 | 2022年10月6日から2023年3月30日までは毎週木曜 20:00-20:30（ナイターオフ期間10月から翌年3月までのネット）制作局より3日遅れ |

### 過去
| 放送対象地域   | 放送局                        | 放送時間                                                      | 放送期間                     | 備考 |
| -------------- | ----------------------------- | ------------------------------------------------------------- | ---------------------------- | ---- |
| 日本全域       | 超!A&G+                       | 毎週水曜 18:00 - 18:30 （リピート放送：毎週木曜 8:00 - 8:30） | 2007年9月7日 - 2011年3月30日 |      |
| 長野県         | 信越放送（SBC）               | 毎週月曜 21:00 - 21:30                                        | 2012年4月2日 - 9月24日       |      |
| 山梨県         | 山梨放送（YBS）               | 毎週月曜 20:30 - 21:00                                        | 2012年4月9日 - 9月24日       |      |
| 山形県         | 山形放送（YBC）               | 毎週日曜 16:30 - 17:00                                        | 2016年4月2日 - 2018年4月1日  |      |
| 長崎県・佐賀県 | 長崎放送（NBC） NBCラジオ佐賀 | 毎週日曜 17:00 - 17:30                                        | 2012年4月7日 - 2019年9月29日 |      |
| 沖縄県         | 琉球放送（RBC）               | 毎週日曜 17:00 - 17:30                                        | 2019年4月7日 - 2020年3月29日 |      |

## 番組立ち上げ当時のエピソード
- 番組をより多くのリスナーに聴いてもらえるように、番組開始当時は「鴻上尚史のことばの寺子屋」内人気コーナー「ラジオCM虎の穴」の課題テーマとして募集をし、多くのリスナーからラジオCMコピーを募った。初代司会進行役の藤田もCMコピーのアイディア募集のアドバイスを教えるためにゲスト出演した。